# Adapis
Genre
Adapis est un genre de primate fossile de l’Éocène, découvert par Cuvier en 1821 et contenant trois espèces. Généralement les mâles sont plus grands que les femelles. 

## Liste d'espèces
Selon Paleobiology Database (19 novembre 2014) :
- † Adapis collinsonae ;
- † Adapis parisiensis ;
- † A. bruni Stehlin, 1912 ;
- † A. sudrei Gingerich, 1977.